# Fedeltà del suono
La rivista si occupa di alta fedeltà privilegiando fin dall'inizio il mercato del due canali (stereo).

## Storia
La rivista Fedeltà del Suono nasce nel 1991 ad opera del suo fondatore e direttore, Gianfranco Binari.
Negli anni vi hanno collaborato Bartolomeo Aloia, Andio Morotti, Bruno Fazzini e Andrea Della Sala.
Nel 2003 la testata viene rilevata dalla casa editrice Blu press, insieme alla sua "cugina" Costruire HI-FI.
Nel 2005 c'è un cambio al vertice: direttore responsabile viene nominato Andrea Bassanelli mentre a dirigerla arriva Andrea Della Sala. Contestualmente si assiste al ritorno del giornalista Bebo Moroni.
Da allora il team di lavoro ha dato vita a nuovi prodotti editoriali, quali Le Guide di Fedeltà del Suono e la prima guida italiana all'hi-fi usato, Le Guide di Fedeltà del Suono - Usato, e a nuovi eventi nel settore quali la cerimonia annuale degli Hi-Fi Awards e la manifestazione Percorsi Sonori.
Nel 2016 diventa Direttore Andrea Bassanelli.

## Premio
La rivista ha dato vita nel 1994 ad un premio nazionale, gli Hi-Fi Awards, destinato a premiare i migliori operatori e prodotti del settore hi-fi distribuiti in Italia.